# Das Glück kommt morgen
Das Glück kommt morgen (Originaltitel Under solen, deutsch Unter der Sonne) ist ein schwedisches Liebesdrama aus dem Jahr 1998, bei dem Colin Nutley sowohl als Regisseur, als Drehbuchautor als auch als Produzent fungierte. Der auf H. E. Bates’ Kurzgeschichte The Little Farm basierende Film wurde am 25. Dezember 1998 in Schweden uraufgeführt.
In den Hauptrollen spielen Rolf Lassgård den zurückgezogen lebenden Landwirt Olof, Helena Bergström (die Ehefrau des Regisseurs Nutley) die Städterin Ellen Lind und Johan Widerberg Erik Jonsson, den einzigen Freund, den Olof hat.
Bei der 72. Oscarverleihung war Das Glück kommt morgen als bester fremdsprachiger Film nominiert.

## Handlung
Die Filmhandlung spielt im Schweden der 1950er Jahre. Olof ist 40 Jahre alt, Landwirt in der Provinz und Analphabet. Über eine Zeitungsannonce für eine Haushälterin gerät er an Ellen, eine junge, elegante Frau aus der Stadt. Sie erhält den Job; zwischen den beiden entwickelt sich eine Liebesbeziehung. Olofs einziger Freund Erik fürchtet um dessen ihm angediehene Großzügigkeit und handelt einen Deal aus. Olof verschweigt Ellen gegenüber, wie großzügig er sich ihm gegenüber verhält, und Erik erzählt Ellen nichts von dessen Analphabetismus.
Nachdem Erik herausgefunden hat, dass Ellen bereits verheiratet ist, und sie quasi erpresst, Olof alles zu erzählen, verlässt sie den Hof. Sie hinterlässt jedoch einen Abschiedsbrief für Olof, der offenlegt, warum sie gegangen ist. Da Olof gezwungen ist, sich den Brief von Erik vorlesen zu lassen, nutzt dieser die Gelegenheit, Teile des Schriftstücks über Geld und ewige Liebe zu ergänzen oder wegzulassen.
Nur wenig später verabschiedet Erik sich, indem er sich wieder, wie bereits früher als Matrose, der See zuwendet und auf die Andrea Doria geht.
Eines Tages taucht Ellen wieder bei Olof auf. Er bittet sie, ihm den Brief vorzulesen, den er immer bei sich trägt und gesteht Ellen, dass er Analphabet ist. Ellen fragt ihn, ob er trotzdem in einer Beziehung mit ihr bleiben möchte. Der Film endet damit, dass Olof und Ellen wieder vereint sind.

## Produktion

### Produktionsnotizen Drehort
Es handelt sich um eine Produktion von Film i Väst, Svensk Filmindustri (SF), Svenska Filminstitutet (SFI), Sveriges Television (SVT) sowie Sweetwater. Die Filmaufnahmen entstanden in Sjuntorp in der schwedischen Provinz Västra Götalands län in Schweden.

### Weitere Veröffentlichungen
In Deutschland wurde der Film erstmals am 6. August 2003 im Nachtprogramm der ARD gezeigt.
Veröffentlicht wurde er 1999 in Norwegen, Dänemark, in den USA (Chicago International Film Festival), Taiwan (Golden Horse Film Festival) und in Hongkong (Nordic Film Festival). Im Jahr 2000 lief er auf dem Nordic Film Festival in Singapur und im März 2000 in Südkorea sowie im Juli 2000 in Tokio in Japan und im August 2000 in Argentinien. 2001 hatte er Premiere in Mexiko, Island (als DVD) und in New York in den USA. 2002 wurde er auf dem Swedish Film Festival in China vorgestellt und lief im März 2002 in Peru an. In Italien hatte er im November 2003 DVD-Premiere. Veröffentlicht wurde er zudem in Brasilien, Ungarn, Polen, Russland und in Spanien. Der englische Titel lautet Under the Sun.

## Rezeption

### Kritik
Das Lexikon des internationalen Films urteilte: „Eine von überzeugenden Darstellern getragene, sensible Geschichte über das wachsende Selbstvertrauen eines einsamen Mannes, der durch die Liebe zu sich selbst findet, sowie über die Schattenseiten einer Freundschaft. Der berührende Film lässt die Themen in leisen Zwischentönen anklingen.“

### Auszeichnungen
- Guldbagge Awards 1999
  - Nominiert in den Kategorien „Bester Hauptdarsteller“: Rolf Lassgård und „Bester Nebendarsteller“: Johan Widerberg
- International Cinematographers’ Film Festival 1999
  - Gewinner der Silbernen Kamera 300: Jens Fischer
- Festival Internacional de Cine de San Sebastián 1999
  - Besondere Erwähnung in Bezug auf die Qualität des Films und nominiert für die Goldene Muschel: Colin Nutley
- Oscarverleihung 2000:
  - Nominiert in der Kategorie „Bester fremdsprachiger Film“
- Cinequest San Jose Film Festival 2000
  - Gewinner des Publikumspreises „Favorite Choice Award“ und als bester Film nominiert: Colin Nutley